# Bahía de Plymouth
La Bahía de Plymouth es el nombre de una pequeña bahía bien protegida del Océano Atlántico en la costa occidental de la Bahía de Cabo Cod a lo largo de la costa de la Mancomunidad de Massachusetts. La bahía de Plymouth conserva significado histórico por el desembarco en la Roca de Plymouth, en 1620 de los Peregrinos a bordo del Mayflower que procedieron a establecer el primer asentamiento europeo permanente en Norteamérica en la Colonia de Plymouth.

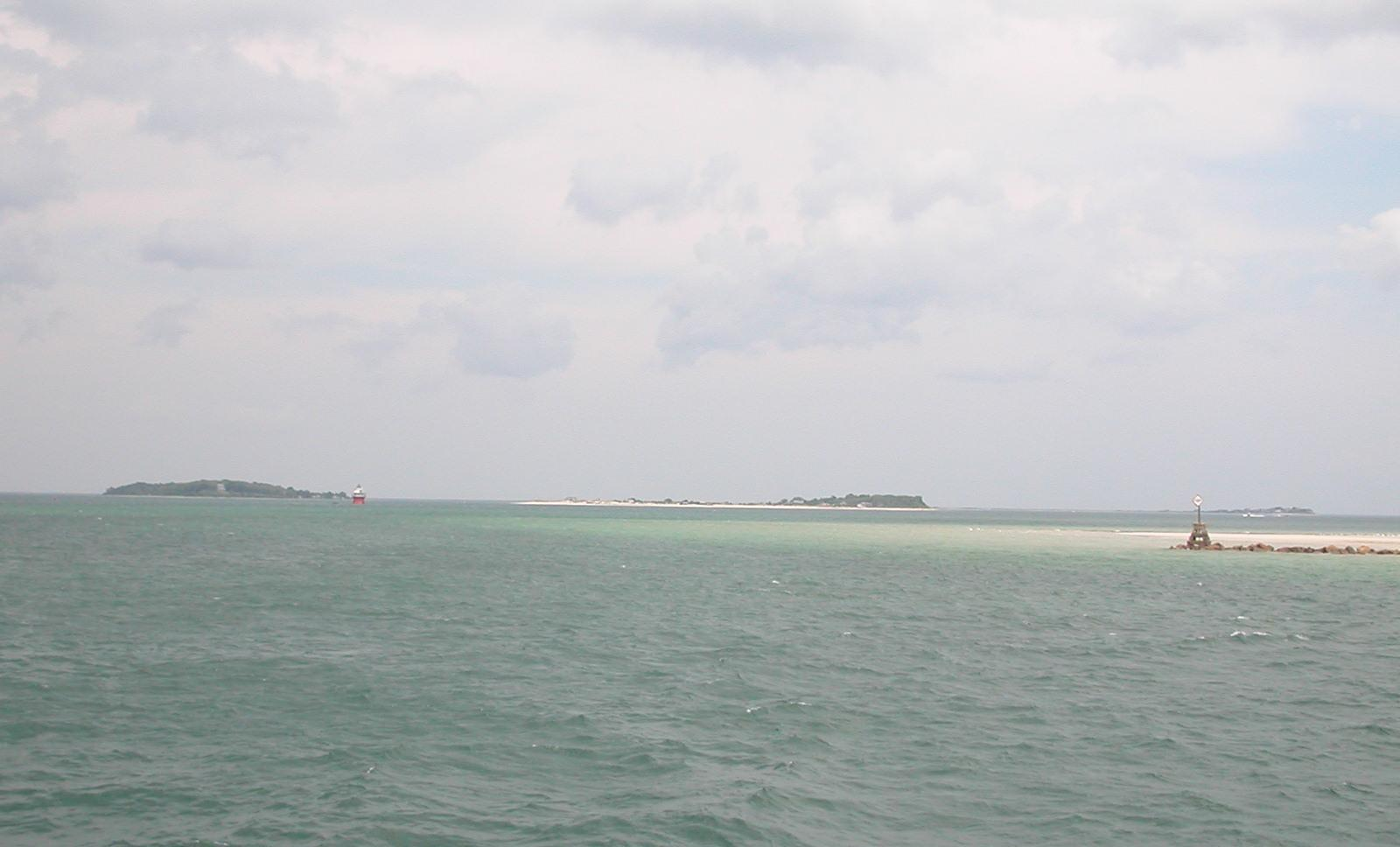
Plymouth Bay, con la punta de Plymouth Beach en primer plano y Clarks Island, Saquish Neck, Gurent Point, y el Faro Duxbury Pier visible en la distancia.

## Geografía
La bahía de Plymouth es una ramificación de la Bahía de Cabo Cod y se considera a veces parte de la Bahía de Massachusetts, que se define por Cabo Ann al norte y Cabo Cod al sur. Plymouth Bay también se encuentra en las aguas del sur del Golfo de Maine en el norte del Océano Atlántico. Las aguas de la Bahía de Plymouth son reclamadas por tres ciudades de Massachusetts, Plymouth en la parte sur de la bahía, Duxbury en la parte norte y Kingston en el extremo más occidental de la bahía.
La Bahía de Plymouth es dominada por características geográficas tales como la playa de Plymouth, una playa con una barrera de tres millas que protege el puerto de Plymouth de los mares más ásperos de la bahía del Cabo Cod. Al norte, Saquish Neck sirve como otra barrera de playa que protege la bahía y tiene casi siete millas de longitud. La playa de Plymouth y Saquish Neck forman una abertura de una milla de ancho, conectando la bahía al mar abierto, con canales de navegación lo suficientemente profundos para mantener el tráfico de navegación moderado.
Dentro de la misma Bahía de Plymouth se consideran dos bahías más pequeñas, la Bahía de Kingston y la Bahía de Duxbury, ambas en las aguas septentrionales de la Bahía de Plymouth y Cabo Warren.
Varias penínsulas definen la costa de la Bahía de Plymouth como Rocky Nook, una zona costera densamente poblada de Kingston, y Powder Point de Duxbury. La Bahía de Plymouth contiene una isla con habitantes durante todo el año, Clarks Island, en la parte norte de la bahía y es administrado por Plymouth. La bahía de Plymouth también actúa como la boca de varios ríos importantes en la región, tal como el Río Jones en Kingston y el Río de la Anguila en Plymouth.
Aunque se utiliza para el canotaje, la Bahía de Plymouth es, en sí misma, relativamente superficial. Las profundidades en la bahía oscilan desde 35 pies, en los canales más profundos al oeste de Fort Standish, a 6 a 42 pulgadas a lo largo de gran parte de los pisos de barro de la bahía.
La mayoría de los pisos de barro de la Bahía de Plymouth se pueden encontrar en la Bahía de Kingston y la Bahía de Duxbury, que son propensos a quedar totalmente expuestos en épocas de marea baja. El más grande de estos apartamentos es Ichabod's Flat en la Bahía de Kingston. Los pisos de lodo de la Bahía de Kingston se utilizan para la pesca de concha y almeja y han florecido debido a la capacidad de la bahía para aislarse de la marea roja, que ocasionalmente afecta la costa de Massachusetts.